# Internationella energirådet
Förkortningen IEA omdirigerar hit. Se även International Association for the Evaluation of Educational Achievement.
Internationella energirådet, engelska: International Energy Agency (IEA), franska: Agence internationale de l'énergie (AIE), grundades 1974 efter en större oljekris året innan. Organisationen är ett fristående organ inom Organisationen för ekonomiskt samarbete och utveckling (OECD) och huvudmålen är att minska samhällets beroende på olja. IEA fungerar som politisk rådgivare till sina medlemsstater, men arbetar idag även mot länder utanför OECD:s krets, som Kina, Indien och Ryssland, vilka ses som strategiskt viktiga samarbetspartners i energifrågor.
Energirådets mandat har utvidgats från satsning på försörjningstrygghet och beredskapslagring av olja till att inrikta sig på aktuella frågor för en sund energipolitik: Energisäkerhet, ekonomisk utveckling och miljöskydd.  Den senare har svängt från tonvikt på rena bränslen och reningsteknik till fokus på att begränsa klimatförändringarna.  IEA har en bred roll i att främja och utveckla alternativa energikällor (inbegripet förnybar energi), rationell energipolitik, och multinationellt energitekniksamarbete.
IEA:s medlemsländer är skyldiga att upprätthålla totala oljelagersnivåer som motsvarar minst 90 dagar av föregående års nettoimport. I slutet av juli 2009 hade IEA:s medlemsländer ett sammantaget lager på nästan 4,3 miljarder fat (680 miljoner m3) olja. Vid en ny oljekris skall organisationen fördela olja mellan de olika medlemsländerna. Detaljerade utvärderingar av IEAs oljeprognoser visar god träffsäkerhet för oljeproduktionen men dålig träffsäkerhet för oljepriset.
IEA bedriver sin verksamhet vid ett sekretariat i Paris i Frankrike, men framför allt inom fler än 40 Tekniksamarbeten (Technology Collaboration Programmes), där deltagandet är frivilligt. Sverige, som är medlem sedan grundandet, är mycket aktiva i IEA-samarbetet och deltar i 24 av totalt 41 Tekniksamarbeten.

## Historik
IEA bildades för att möta industriländernas behov energiorganisation i spåren av 1973–1974  årsoljekris. Trots att OECD har strukturer för att hantera energifrågor inom sitt Råd, Exekutivkommittén, Oljekommittén och Energi kommittén, kunde det inte svara effektivt på krisen.
Efter några förberedande initiativ tillkännagav ministrarna i tretton viktigaste oljekonsumerande länder vid Washington Energy Conference den 11-13 februari 1974 "behovet av ett omfattande åtgärdsprogram för att hantera alla aspekter av världens energiläge genom samarbetsåtgärder. I denna strävan ska de bygga på arbetet i OECD”. Vid skapandet av en ny energi organisation beslutades att utnyttja ramen för OECD, eftersom det hade erfarenheter av att hantera olja och andra energifrågor, hade expertis i ekonomisk analys och statistik, hade etablerad personal, fysiska resurser, rättslig status och privilegier och var industriländernas huvudorganisation, dock som en självständig del där alla inte behövde delta unisont.

## Medlemsstater
Källa: 
| - Australien - Belgien - Danmark - Estland - Finland - Frankrike - Grekland - Irland - Italien - Japan | - Kanada - Luxemburg - Mexiko - Nederländerna - Norge - Nya Zeeland - Polen - Portugal - Schweiz - Slovakien | - Spanien - Storbritannien - Sverige - Sydkorea - Tjeckien - Turkiet - Tyskland - Ungern - USA - Österrike |

## Lista över verkställande direktörer
Källa: 
- Ulf Lantzke, 1975–1984
- Helga Steeg, 1984–1994
- Robert Priddle, 1994–2003
- Claude Mandil, 2003–2007
- Nobuo Tanaka, 2007–2011
- Maria van der Hoeven, 2011–2015
- Fatih Birol, 2015–

## Biografi
- Scott, Richard (1994) (PDF). History of the IEA: The First 20 Years. "Volume I: Origins and Structure". OECD/IEA. ISBN 92-64-14059-X. http://www.iea.org/textbase/nppdf/free/1990/1-ieahistory.pdf. Läst 29 november 2011 Arkiverad 15 april 2007 hämtat från the Wayback Machine.